# 천경송
천경송(千慶松, 1939년 ~ )은 대한민국의 전직 대법관이다. 현재는 법무법인 화우 고문변호사로 활동 중이다.

## 학력
- 1957년 광주고등학교 졸업
- 1957년 ~ 1962년 서울대학교 법학과

## 경력
- 고등고시 13회
- 1993년 3월 ~ 1999년 2월 대법원 대법관